# Wilckens Henrik Dávid
Wilckens Henrik Dávid (Wolfenbüttel, 1763. november 14. – Selmecbánya, 1832. május 25.) a magyarországi erdészeti felsőoktatás megteremtője, a Selmeci Akadémia (a Soproni Egyetem jogelődje) egyik alapítója.

## Életútja
A braunschweigi hercegség pincemesterének fia 1763. november 14-én született Wolfenbüttelben. A helmstedti egyetem orvosi karán, a freinbergi bányászati akadémián és a göttingeni egyetemen végezte tanulmányait. Igazi polihisztori képzettségre tett szert: foglalkozott matematikával, kémiával, fizikával és földrajzzal, sőt még tudománytörténettel is. 1795–1799 között erdészeti tanár volt a türingiai Walterschausenben. Ezt megelőzően Saarbrückenben gyógyszerészként is dolgozott.
1808-ban került a Selmeci Akadémia akkor alapított Erdészeti Tanintézetének élére, ahol 1809-ben kezdte el oktató tevékenységét. Évtizedeken keresztül oktatta az Akadémián tanuló erdészeket és bányászokat. 
A magyar erdészeti szakoktatás megalapítója Selmecbányán halt meg 1832. május 25-én.

## Munkássága
Wilckenst tekinthetjük az erdészettudomány első professzorának Magyarországon. Az oktatás érdekében rügy-, lomb-, virág- és maggyűjteményeket állított össze. Fiziológiai és növénykórtani gyűjteményeket szerzett be, megtervezte a botanikus kert és a tanulmányi erdő létesítését. Ötkötetes erdészettana (Forstkunde) kéziratban maradt. A német nyelvű munka első kötetében az általános növénytannal, a másodikban az erdészeti növények ismertetésével, a harmadikban a természetes fatermesztéssel, a negyedikben az erdőhasználattal (benne mellékhasználatként, többek között a vadászattal), az ötödikben pedig mesterséges fatenyésztéssel foglalkozott. Előadásai az akadémián átfogták az erdészeti tudományok egészét: az erdészeti tervrajzok és térképek, az építészeti rajzok készítésén át a jogismeretig és a bányaácsolásig szinte mindent tanított.
Wilckens egyébként Selmecbányát nem találta a legalkalmasabbnak az Erdészeti Tanintézet számára. Az intézmény mégis Selmecen maradt, s európai hírűvé fejlődött. Érdemei az erdészeti felsőoktatás megteremtésében elvitathatatlanok, és emiatt különösen fájó, hogy egyetlen korabeli, hiteles ábrázolás sem maradt fenn róla. 
Leírásokból azonban ismerjük a tudós tanár egyéb érdemeit is. Azt például, hogy nemcsak a hallgatókkal, hanem az erdőben, fűrésztelepeken dolgozó munkásokkal is sokat törődött. „Többször járt el a felettes hatóságoknál az erdei munkások élet- és munkakörülményei javításának ügyében. (Még nagybetegen is kijárt a közeli erdőkbe, hogy intézkedései végrehajtását a helyszínen ellenőrizze.)”

## Emlékezete
A selmecbányai evangélikus temetőben helyezték örök nyugalomra, de sírja már nem található meg. Azt az emlékoszlopot is ledöntötték a trianoni békeszerződés után, melyet 1912-ben állítottak tisztelői. 1958-ban a soproni Erdészeti és Faipari Egyetem (később Nyugat-magyarországi Egyetem, majd Soproni Egyetem) botanikus kertjében állítottak tiszteletére emlékművet, egy egyszerű, durván megformált kőtömböt, melynek felirata latin és magyar nyelven méltatja munkásságát.

## Művei
- Aufsätze mathematischen, physicalischen, chemischen Inhalts. Göttingen, 1790
- Ueber eine Ausserung einiger Physiker. Journal der Physik. 1791
- Beobachtung eines Nordlichts in Säulegenstalt. 1791
- Etwas aus der polnischen Gelehrtengeschichte. 1792
- Einige Bemerkungen über das unbrauchbare Glas. 1792
- Die Lehre von den entgegengesetzen Grössen, in einem neuen Gewande. 1800
- Die forstmännische Lehre von dem Oertlichen (Braunschweig, 1800)
- Die Bildung des Forstmannes. Braunschweig, 1801
- Die Anfangsgründe der natürlichen Holzzucht. Braunschweig, 1801
- Eine Ausserung über die Bildung des teutschen Forstmannes. Braunscheig, 1801
- Forstkunde, Schemnitz, 1824-1825

új kiadás:
- Erdészettan. Heinrich David Wilckens, a selmeci Erdészeti Tanintézet első tanárának előadásai. I-II. kötet (egybekötve). Nedeczei Nedeczky Ferencz 1814-1815-ben német nyelven készített jegyzetei alapján magyarra fordította: Zakar János, Nyugat-Magyarországi Egyetem Erdőmérnöki Kar, Sopron, 2014, ISBN 978 963 334 113 1[1]